# 北方町藤の木
北方町藤の木（きたかたまちふじのき）は、宮崎県延岡市の町名である。2025年１月1日現在、人口100人（男52人、女48人）、世帯数56世帯である。郵便番号は、882-0107、番地につく干支は「酉」である。

## 地理
延岡市の南部、旧北方町の南西部に位置する。五ケ瀬川左岸、茶臼山の南斜面にあり、町域を五ケ瀬川支流の「柚の木谷」が流れる。
北を北方町板上（戌）、東を北方町板下（戌）、南東を北方町うそ越（子）、南西を北方町蔵田（辰）、西を北方町八峡（午）、北方町三ケ村（丑）と接する。

## 歴史

### 沿革
- 2007年3月31日 - 北方町が延岡市に編入。「酉」の全域をもって「北方町藤の木」が設置される。

## 小・中学校の学区
公立小・中学校の通学域は以下の通り。
小・中一貫校
- 延岡市立北方学園

## 交通

### 道路
- 宮崎県道215号板上曽木線

## 施設
- 藤木神社